# Данска на Светском првенству у атлетици у дворани 2018.
Данска је учествовала на 17. Светском првенству у атлетици у дворани 2018. одржаном у Бирмингему од 1. до 4. марта. Репрезентацију Данске на њеном шеснаестом учествовању на светским првенствима у дворани, представљала је 1 атлетичарка која се такмичила у трци на 60 м.,
На овом првенству такмичарка Данске није освојила ниједну медаљу али је оборила лични рекорд.

## Учесници
Жене:
- Матилде Крамер — 60 м

## Резултати

### Жене
| Атлетичарка    | Дисциплина | Лични рекорд | Квалификација | Квалификација | Полуфинале            | Полуфинале            | Финале                | Финале  | Детаљи |
| Атлетичарка    | Дисциплина | Лични рекорд | Резултат      | Место         | Резултат              | Место                 | Резултат              | Место   | Детаљи |
| -------------- | ---------- | ------------ | ------------- | ------------- | --------------------- | --------------------- | --------------------- | ------- | ------ |
| Матилде Крамер | 60 м       | 7,44         | 7,43 ЛР       | 7. у гр. 5    | Није се квалификовала | Није се квалификовала | Није се квалификовала | 36 / 47 |        |